# Tournefortia melanochaeta
Tournefortia melanochaeta är en strävbladig växtart som beskrevs av Dc. Tournefortia melanochaeta ingår i släktet Tournefortia och familjen strävbladiga växter. Inga underarter finns listade i Catalogue of Life.